# Seminario maggiore di Verona
Il seminario maggiore di Verona è l'istituzione della diocesi di Verona per la formazione dei futuri presbiteri per il servizio nella stessa diocesi.

## Storia
Il concilio di Trento emanò il 15 luglio 1563 un decreto che «ordina che tutte le chiese cattedrali, metropolitane ed altre superiori a queste, (...) siano obbligate a mantenere e allevar nella pietà e ad istruire nella disciplina ecclesiastica un certo numero di giovanetti della loro città e diocesi, (...) in un "collegio" che il vescovo sceglierà vicino alle chiese medesime o in altro conveniente luogo»; così il 23 gennaio 1567 il vescovo di Verona Agostino Valier fondò il primo seminario cittadino, che fu ospitato in diversi edifici di Verona: tra il 1567 e il 1572 presso il convento degli ospitalieri di Sant'Antonio della Giara, situato in Valverde, oltre piazza Bra; dal 1572 al 1690 presso il convento degli umiliati di San Bartolomeo della Levà, lungo stradone Porta Palio; dal 1690 al 1695 presso il convento di San Gabriele Arcangelo, su colle San Felice.

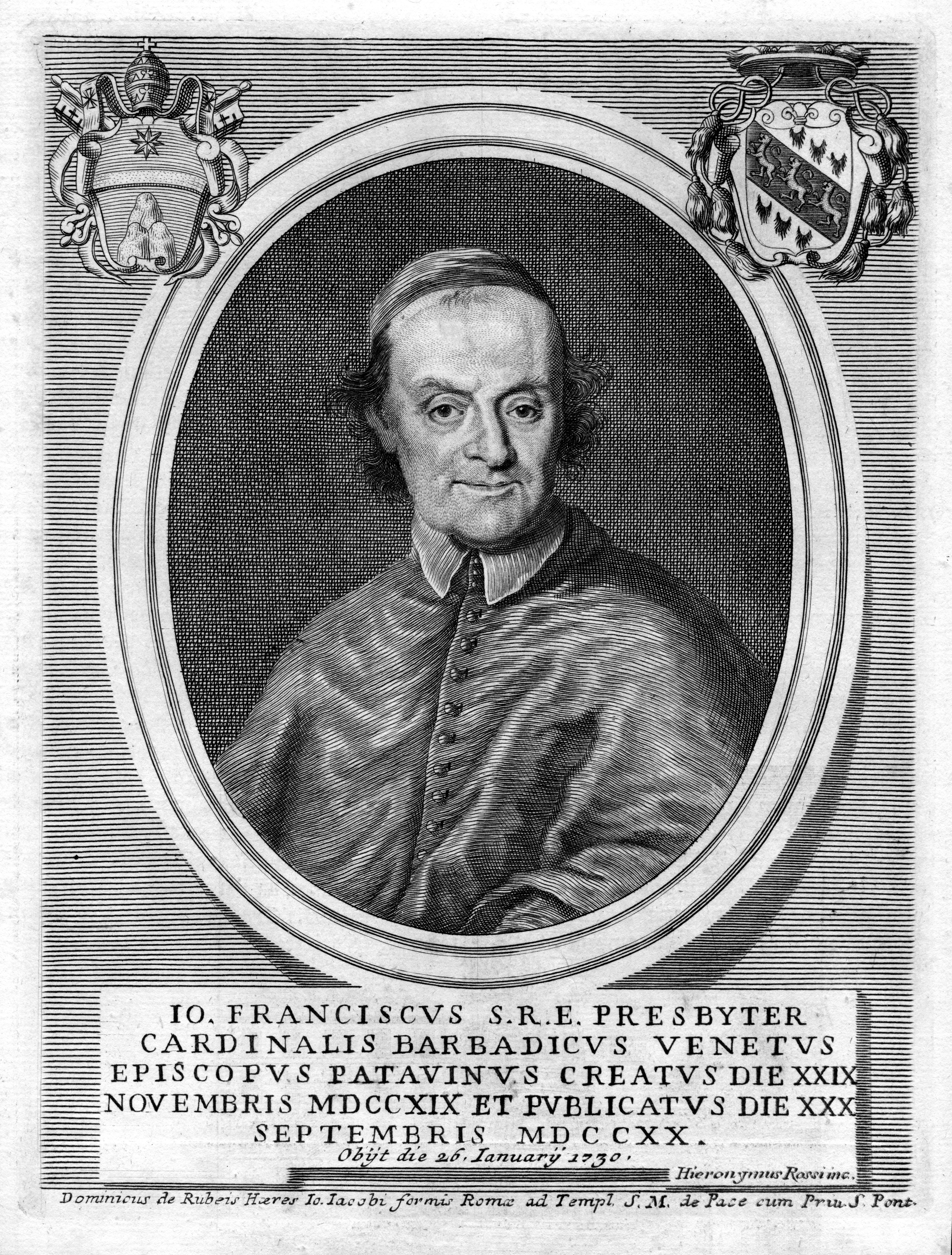
Gianfrancesco Barbarigo, il vescovo che diede inizio alla costruzione del seminario maggiore

Il vescovo Pietro Lion acquistò nel 1692 alcuni edifici in contrada San Vitale, e il suo successore Gianfrancesco Barbarigo decise di far edificare al posto di questi una nuova struttura monumentale in cui ospitare i futuri presbiteri. Il progetto venne commissionato all'architetto Ludovico Perini, cui seguirono alcuni ampliamenti e trasformazioni realizzati su disegno degli architetti Domenico Cerati, Ottone Calderari (cui si deve la facciata in stile palladiano) e Luigi Trezza; il cantiere fu infatti particolarmente lungo e si concluse solamente al termine dell'episcopato di Giovanni Morosini, nel 1789, quando venne inaugurata la facciata neoclassica del Calderari. Dell'originale progetto del Perini sono sopravvissuti quattro fogli autografi, di cui due raffiguranti possibili soluzioni per il prospetto principale, uno raffigurante il prospetto di un'ala realizzata, e un ultimo foglio raffigurante alcuni dettagli del cortile interno.
Successivamente lavori di ampliamento proseguirono su commissione di diversi vescovi: durante l'episcopato di Innocenzo Maria Liruti (1807-1827) venne completata la facciata sinistra e la biblioteca; durante quello di Luigi di Canossa (1861-1900) furono ampliati i cortili, sistemate le sei camere del Collegio Vescovile, realizzati il muro di cinta e l'ala nord; durante l'episcopato di Girolamo Cardinale (1923-1954) venne ulteriormente ampliato, con la realizzazione di nuove aule, camere, uno studio, un refettorio, una cappella e un'altra biblioteca.
Durante la seconda guerra mondiale, l'8 febbraio 1944, l'edificio venne pesantemente danneggiato da un bombardamento aereo alleato, per cui tra il 1944 e il 1949 venne restaurato. Ulteriori importanti lavori di restauro furono poi eseguiti tra il 2005 e il 2010, quando furono in parte riorganizzati gli spazi interni, in modo da poter ospitare, oltre all'attività del seminario, anche l'Istituto Superiore di Scienze Religiose, lo Studio Teologico San Zeno e l'Istituto Matteo Giberti.

## Descrizione

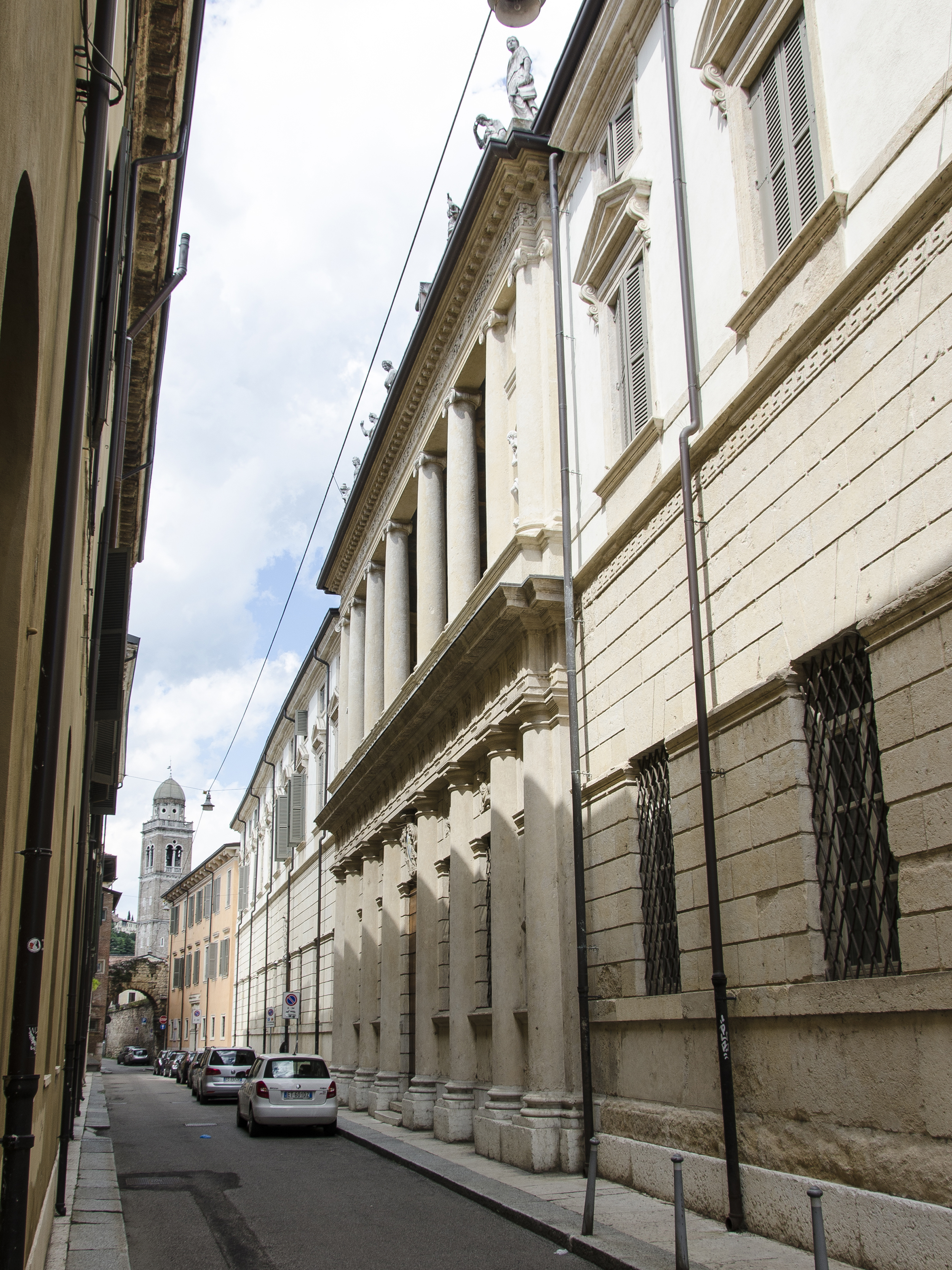
Il prospetto principale del seminario maggiore

Il seminario maggiore si trova nel quartiere di Veronetta, non distante dal teatro romano e dal giardino Giusti, dove occupa quasi interamente l'isolato posto tra le vie Seminario, Porta Organa, Giardino Giusti e vicolo Bogon. La struttura, che insiste su un lotto di forma trapezoidale, si svolge attorno a tre cortili lungo ai quali sorgono i corpi di fabbrica, articolati fino a quattro livelli fuori terra.
La facciata principale, posta lungo via Seminario, possiede un corpo centrale di elegante matrice neoclassica, dalle linee quasi palladiane. Essa si articola in due ordini: quello inferiore con paramento a bugnato, ritmato da otto semicolonne doriche che sostengono un architrave decorato da metope e triglifi; e quello superiore, caratterizzato da una loggia balaustrata impostata su otto colonne ioniche che sostengono la trabeazione con fregio decorato da bassorilievi e cornice a dentelli. Corona il tutto, in asse con le semicolonne e le colonne, una serie di otto statue; ulteriori quattro statue, attribuite ad Angelo Sartori, si trovano ai lati del corpo centrale, situate entro nicchie. Ai lati del corpo centrale si sviluppano due lunghi corpi di fabbrica, sempre suddivisi in due ordini, di cui quello inferiore trattato a bugnato.
Nel soffitto della loggia si trova un grande affresco di 80 mq raffigurante i simboli delle costellazioni dello Zodiaco, dipinta da Marco Marcola intorno alla metà del XVIII secolo. Vi si possono leggere all'incirca una settantina di figure, grandi e piccole, tra cui una testa che alcuni ipotizzano sia un autoritratto dell'autore. Il Callegari, a proposito di questo affresco, scrisse: «Il soffitto a guscia è d'un grigio scuro, come un cielo tempestoso a macchie più chiare, attraversato da una lunga striscia biancastra raffigurante la Via Lattea. Esso è decorato con una sessantina di figure a vivi colori, rappresentanti altrettanti asterismi, ispirate all'Artista dalle ammirabili incisioni degli atlanti stellari del Bayer, del Hevelius, del Flamsteed e, più verosimilmente, di quello del Doppelmayer (Atlas novus coelestis in quo mundus spectabilis, Norimbergae 1742), le cui figure rammentano assai quelle di Marcola. E qui si può ricordare che un grandissimo artista, il Dürer, attese pure ad incidere le costellazioni nel 1515, che ispirarono anche il genio di Raffaello».

## Rettori
Elenco dei rettori del Seminario Vescovile a partire dalla sua fondazione, nel 1567:
- Don Girolamo Mainero (gennaio 1567)
- Mons. Alberto Lino (giugno 1567)
- Don Gaspare De Prepositis (1573 - 1574)
- Don Tommaso Lamfranco (1574 - 1578)
- "Padre Gesuita" (1578 - 1586)
- Don Giorgio Pindemonte (1586 - 1615)
- Don Dionisio Brevio (1615 - 1623)
- Don Raffaele Baroni (1623 - 1630)
- Don Giovan Battista Acquavite (1630 - 1633)
- Don Melchiorre Rainer (1633 - 1635)
- Don Luca Rainer (1635 - 1652)
- Don Giovanni Chincarini (1652 - 1653)
- Don Paolo Bertoldi (1653 - 1658)
- Don Giovanni G. (1658 - 1662)
- Don Antonio Floreta (1662 - 1664?)
- Don Giovan Battista Egidi (? - 1680)
- Don Antonio Bresciavola (? - 1689)
- Don Gaetano Fulcino (1689 - 1692)
- Don Giovanni Capretta (1692 - 1697)
- Don Fidenzio Fenzi (1697 - 1699)
- Don Antonio Tommasini (1700 - 1715)
- Don Andrea Zambusi (1715 - 1725)
- Don Nicola Campetti (1725 - 1744)
- Don Giuseppe Muzzarelli (1745 - 1751)
- Don Paolo Milani (1751 - 1760)
- Don Gaetano Mazzagaglia (1760 - 1772)
- Don Giovan Battista Martinelli (1772 - 1789)
- Don Domenico Zanotti (1789 - 1790)
- Sede vacante (1790 - 1791)
- Don Giovan Battista Gentilini (1791 - 1793)
- Don Gioacchino Avesani (1793 - 1803)
- Don Giuseppe Valli (1803 - 1806)
- Mons. Francesco Dondio (1806 - 1807; Vicario generale per Verona austriaca)
- Don Luigi Alberghini (1807 - 1831)
- Don Giovan Battista Santi (1831 - 1846)
- Don Fioravante Bacilieri (1846 - 1858)
- Don Pietro Dorigotti (1858 - 1872)
- Don Lorenzo Bernardi (1873 - ?)
- Don Lorenzo Brazzoli (1874 - 1875)
- Don Giovanni Rigoni (1876 - 1878)
- Mons. Bartolomeo Bacilieri (1878 - 1900)
- Mons. Andrea Casella (1900 - 1924)
- Mons. Timoteo Lugoboni (1924 - 1944)
- Mons. Vito Banterle (1944)
- Mons. Pietro Albrigi (1944 - 1949)
- Mons. Angelo Marini (1949 - 1950; prorettore)
- Mons. Policarpo Cerato (1950 - 1956)
- Mons. Remo Noro (1956 - 1959)
- Mons. Giovanni Falzoni (1959 - 1961; Delegato vescovile)
- Mons. Ottavio Caurla (1961 - 1964)
- Mons. Andrea Veggio (1964 - 1972)
- Mons. Mario Sulmona (1972 - 1983)
- Mons. Renzo Bonetti (1983 - 1988)
- Mons. Evelino Dal Bon (1988 - 1993)
- Don Giuseppe Valensisi (1993 - 1997)
- Mons. Franco Fiorio (1997 - 2004)
- Mons. Luigi Verzè (2004 - 2008)
- Mons. Gianluigi Cottarelli (2008 - 2015)
- Don Roberto Campostrini (2015 - 2016)
- Mons. Giacomo Radivo (2016 - 2021)
- Don Luca Albertini (2021 - in carica)[5]